# Acanthaster brevispinus
Acanthaster brevispinus (Fisher, 1917) è una stella marina appartenente alla famiglia Acanthasteridae. In inglese è denominata short-spined crown-of-thorns starfish ("stella marina dalla corona di spine a spine corte").

## Tassonomia

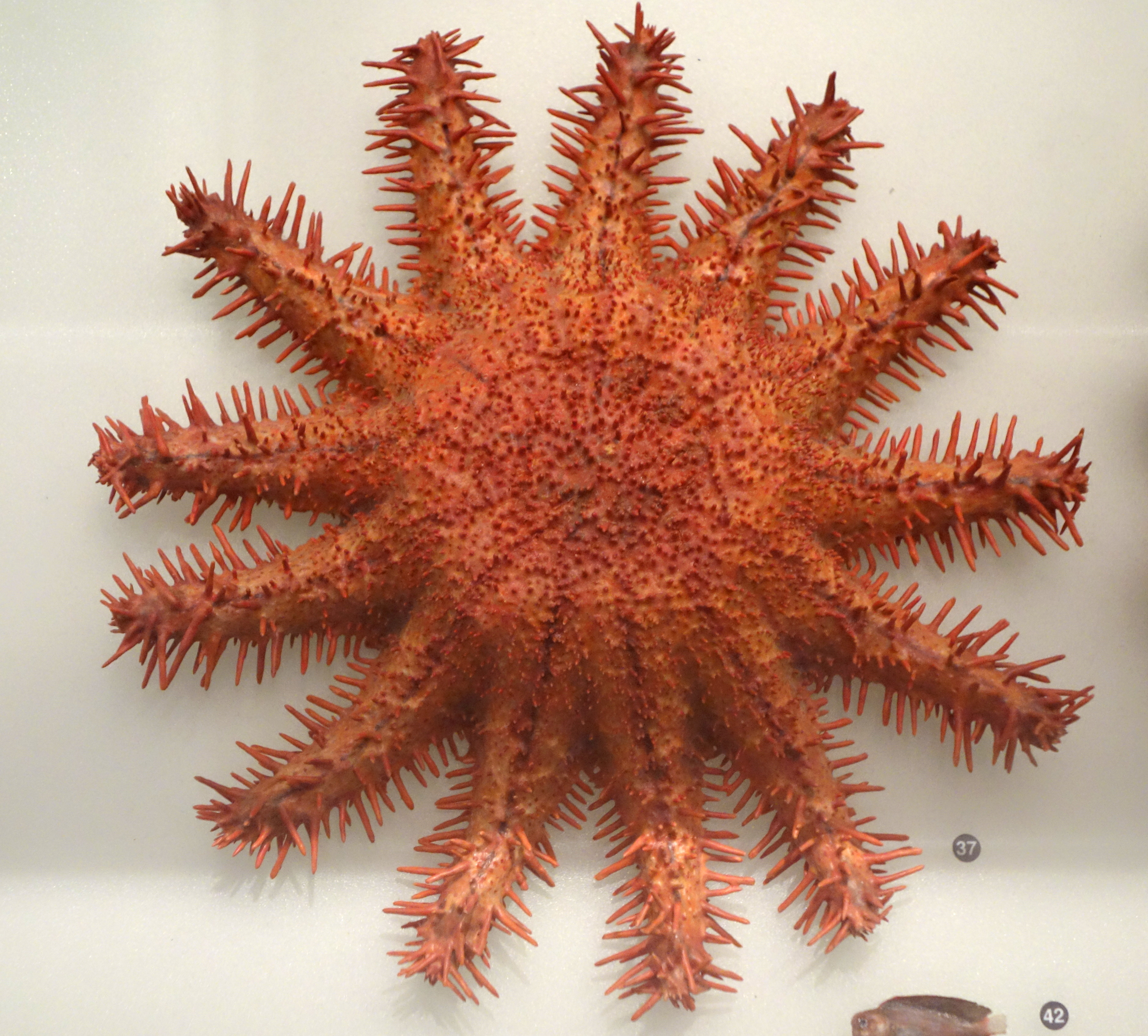
Un esemplare esposto al museo nazionale della natura e della scienza di Tokyo

Vi sono due sottospecie, Acanthaster brevispinus brevispinus (Fisher, 1917) e Acanthaster brevispinus seychellensis (Jangoux & Aziz, 1984). L'olotipo di Acanthaster brevispinus si trova al National Museum of Natural History, mentre quello di A. b. seychellensis è al Museo nazionale di storia naturale di Francia.

## Descrizione
La specie è onnivora e dimora su fondali sabbiosi, anche distanti dalle barriere coralline. È l'unica stella marina nota nei tropici che attacchi i bivalvi extra-oralmente.
È dotata di aculei su tutto il corpo, corti nella parte centrale (2 mm di lunghezza circa), più lunghi sulle braccia, e può riprodursi ibridamente con Acanthaster planci.

## Diffusione
La specie è diffusa nel Pacifico occidentale (Filippine, Celebes, Australia) e nell'Indiano centrale (Seychelles), ma è stata rinvenuta solo pochissime volte e in pochi posti; l'esemplare originale, ad esempio, è stato trovato a Sirun (Siasi), dove in seguito la specie non è più stata segnalata.